# Ernst Zacharias
Ernst Zacharias (* 21. Juni 1924; † 6. Juli 2020) war ein deutscher Ingenieur. Von 1954 bis 2006 erfand er für den deutschen Musikinstrumentenhersteller Hohner verschiedene elektro-mechanische Musikinstrumente, von denen die meisten Variationen alter Barockinstrumente waren.

## Werdegang
Zacharias war in Neumünster aufgewachsen und wurde im Zweiten Weltkrieg als Flakhelfer in der Luftwaffe eingesetzt. Er absolvierte eine Ausbildung als Akustiker, besuchte die Staatliche Ingenieurschule in Kiel und war in den frühen 1950er Jahren bei der Deutschen Bundespost beschäftigt, wo er die Prüfung zum Fernmeldeingenieur ablegte. Nachdem er bereits einige Zeit als freier Mitarbeiter für Hohner tätig gewesen war, zog er 1954 mit seiner Familie nach Trossingen, um voll in der Entwicklung von Hohner zu arbeiten.
Von Zacharias entwickelt und konstruiert entstanden 1958 das Cembalet (abgeleitet vom Cembalo), 1962 das Pianet, 1964 das Clavinet (abgeleitet vom Clavichord), und das Guitaret (eine Art elektrischer Kalimba oder Sansa). Außer dem Clavinet basieren alle diese Instrumente auf einer Klangerzeugung durch Metallzungen, die mit Plektrum (Cembalet), durch Hammer (Pianet) oder durch Fingeranschlag (Guitaret) in Schwingung gesetzt werden. Die Klänge wurden mit elektromagnetischen Tonabnehmern abgenommen und an Verstärker angeschlossen.
Zacharias war außerdem Konstrukteur und Designer der elektromechanischen Orgeln Honerola und Minetta sowie Erfinder, Konstrukteur und Designer der Hohner-Instrumente Electra-Piano, Claviola (Design: Gerhard Knoppek), Electra-Melodica, Stimmboy, Sichtstimmgerät und Modulator. Auch nach dem Eintritt in den Ruhestand 1989 war er als freier Mitarbeiter weiterhin für Hohner tätig.
Er hat eine völlig neue Art Pfeifen für herkömmliche (luftbetriebene) Orgeln erfunden, deren Klangerzeugung auf gewendeten Durchschlagszungen beruht.
Er hat über 50 Patente, meist für Hohner, aber auch für Bontempi angemeldet.
Zacharias lebte seit 2009 in Hamburg. Zuletzt betrieb er die Entwicklung einer dynamischen Orgel.

## Familie
Ernst Zacharias war verheiratet und hatte drei Töchter und einen Sohn. Eine Tochter starb im Kleinkindalter an Leukämie.